# Керія (річка)
Керія — річка в Сіньцзяні у Китаї.
Бере початок і тече у верхів'ях в горах Куньлуня, в нижній течії втрачається в пісках пустелі Такла-Макан. Довжина ділянки з постійною течією 530 км, сточище 18,3 тисяч. км³. Літня повінь. Середня витрата води при виході на Кашгарську рівнину 18 м³/сек. Значна частина води розбирається на зрошування.
Згідно досліджень історичної географії що річка, можливо, досягала Тариму до 200 року до Р.Х., коли клімат в цьому районі був вологішим і набагато менше води розбирали люди